# Radyszyn
Radyszyn – osada w Polsce położona w województwie kujawsko-pomorskim, w powiecie włocławskim, w gminie Włocławek, nad jeziorem Radyszyn.
W latach 1975–1998 miejscowość administracyjnie należała do województwa włocławskiego.
Zobacz też: jezioro Radyszyn.